# نیو بوستون (آیووا)
نیو بوستون (به انگلیسی: New Boston) یک منطقهٔ مسکونی در ایالات متحده آمریکا است که در شهرستان لی، آیووا واقع شده‌است. نیو بوستون ۲۱۲٫۱۴ متر بالاتر از سطح دریا واقع شده‌است.